# KV-2
Il KV-2 è stato un carro armato pesante progettato in Unione Sovietica nei primi mesi del 1939
e utilizzato durante la seconda guerra mondiale: prese parte alle catastrofiche battaglie dell'Operazione Barbarossa, alla difesa di Mosca e agli scontri nella Russia meridionale, ma l'eccessiva mole e il troppo alto profilo fecero sì che il veicolo fosse ritirato dal fronte nel 1942.

## Storia

### Sviluppo
Nel pieno della guerra d'inverno il comandante della 7ª Armata sovietica, generale Kirill Afanas'evič Mereckov, inviò al Ministero della Guerra una richiesta per il concepimento di un carro armato dotato di un cannone di grande calibro, al fine di avere facilmente ragione delle forti postazioni finlandesi. Fu attivata una squadra tecnica che iniziò i lavori alla fine del gennaio 1940 e soltanto dopo due settimane fu consegnato un prototipo: basato sul carro armato pesante KV-1 appena entrato in servizio, era caratterizzato da una massiccia torretta di forma quadrangolare che conteneva un obice M1938 da 122 mm. Il 10 febbraio furono eseguiti i collaudi e poco dopo fu costruito un secondo prototipo: entrambi i mezzi furono dunque inviati al fronte, nella zona dell'istmo di Carelia. Sebbene non si sappia di preciso dove abbiano operato, è comunque noto che il generale Mereckov li impiegò contro fortificazioni finlandesi forse già catturate, riportando un'ottima impressione sugli obici da 122 mm installati.

### Produzione
La fabbricazione del KV-2 ebbe inizio a febbraio 1940 e si concluse nell'ottobre 1941 presso la Kirovskij Zavod di Leningrado e la grande azienda di trattori impiantata a Kharkov: sul numero di esemplari costruito vi sono divergenze tra chi afferma fossero 255 e chi dichiara assommassero a 330.

### Impiego operativo

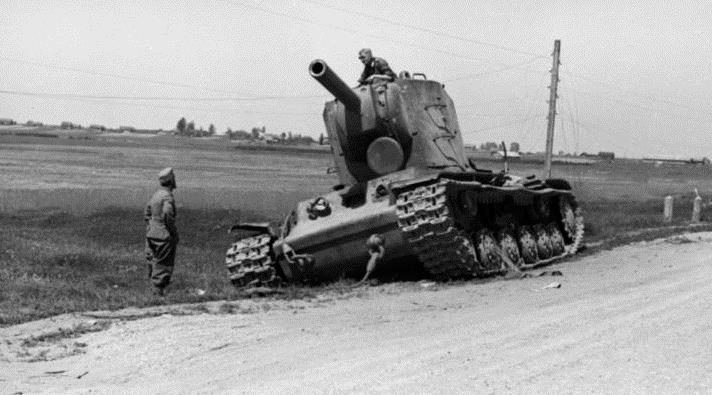
Giugno 1941: un KV-2 abbandonato viene ispezionato da alcuni soldati tedeschi

Il nuovo carro armato pesante fu integrato nell'Armata Rossa con il nome "KV-2", ovvero le iniziali del ministro della Difesa Kliment Efremovič Vorošilov seguite dal numero 2. I mastodontici KV-2 si rivelarono subito problematici: la meccanica e il motore, infatti, sotto perenne sforzo a causa della mole, tendevano spesso a guastarsi. La torretta era tanto pesante che ruotarla mentre si percorrevano pendii o terreni scoscesi significava rischiare di ribaltare il carro o guastare il meccanismo di brandeggio. Oltretutto la sua forma a scatola, facilmente individuabile, era un bersaglio perfetto per i cannoni anticarro avversari, sebbene fosse ben corazzata. In compenso l'obice da 122 mm, poi scambiato con uno da 152 mm, era un'arma dal grande potere distruttivo, fattore che unito alle spesse corazzature rendevano il KV-2 un ostico avversario.
Le deficienze delineate ebbero conferma quando nell'estate 1941, mentre si sviluppava in tutta la sua gravità l'attacco tedesco, la 41ª Divisione corazzata segnalò la perdita di due terzi dei suoi trentatré KV-2: soltanto cinque erano stati effettivamente distrutti dall'azione avversaria. A causa della situazione critica e delle vaste perdite, i sovietici continuarono ad utilizzarlo; alcuni esemplari, infatti, combatterono durante la battaglia di Mosca dell'inverno 1941 e qualche carro era presente anche nelle file della 62ª Armata schierata a difesa di Stalingrado. I KV-2 ancora funzionanti vennero comunque sospesi dal servizio attivo prima della fine del 1942 e rispediti in fabbrica, dove furono convertiti agli standard del loro predecessore KV-1 e inviati nuovamente al fronte.

## Caratteristiche
Il KV-2 nacque come carro armato pesante da sfondamento, adatto cioè a distruggere linee fortificate appoggiando da vicino le truppe avanzanti; dunque durante la sua progettazione i tecnici sovietici puntarono tutto sullo spessore delle protezioni e sulla potenza di fuoco.
Lo scafo del KV-1 (luce libera - distanza tra il fondo e il suolo -  di 43 cm) fu ripreso senza alcuna modifica. Le doppie ruote d'appoggio, sei di numero e con battistrada in gomma, erano vincolate a sospensioni a barre di torsione coadiuvate da molle elicoidali che assumevano la funzione di livellatori; la ruota motrice era in fondo al treno di rotolamento, quella di rinvio era anteriore e i rulli superiori tre e doppi. Su questo sistema correvano cingoli larghi 700 mm. La trasmissione era a ingranaggi a inserimento scorrevole ed era collegata a un cambio con cinque marce avanti e una retromarcia; il motore, un W-2K diesel, era sistemato nel vano posteriore dello scafo: si trattava di un apparato a 12 cilindri a V, erogante 550 hp a 2.150 giri al minuto e con cilindrata di 38,8 litri, raffreddato ad acqua; il consumo medio su strada si attestava sui 4 litri ogni chilometro circa, una voracità che il serbatoio da 650 litri di gasolio copriva a stento. Le corazzature, infine, già abbastanza spesse, non furono incrementate: su tutti i lati dello scafo e della sovrastruttura erano spesse 75 mm, valore che descresceva a 35 mm per fondo e cielo; l'unico difetto era la loro verticalità.
Su tale base semovente fu installata una torretta alta 1,45 metri fortemente squadrata, brandeggiabile manualmente o mediante motorino, le cui piastre corazzate riproponevano lo schema protettivo dello scafo. La parte anteriore ospitava l'affusto per un obice M1938 da 122 mm da 22,7 calibri (L/22,7) dotato di un mantelletto da ben 110 mm; in posizione opposta, sul lato posteriore della grande torre, era installata su un supporto a sfera una mitragliatrice Degtjarëv DT da 7,62 mm per difendersi da possibili attacchi da tergo condotti dalla fanteria avversaria. Una seconda Degtjarëv DT era coassiale all'obice e una terza arma automatica si trovava in casamatta, nella parte sinistra dello scafo frontale.

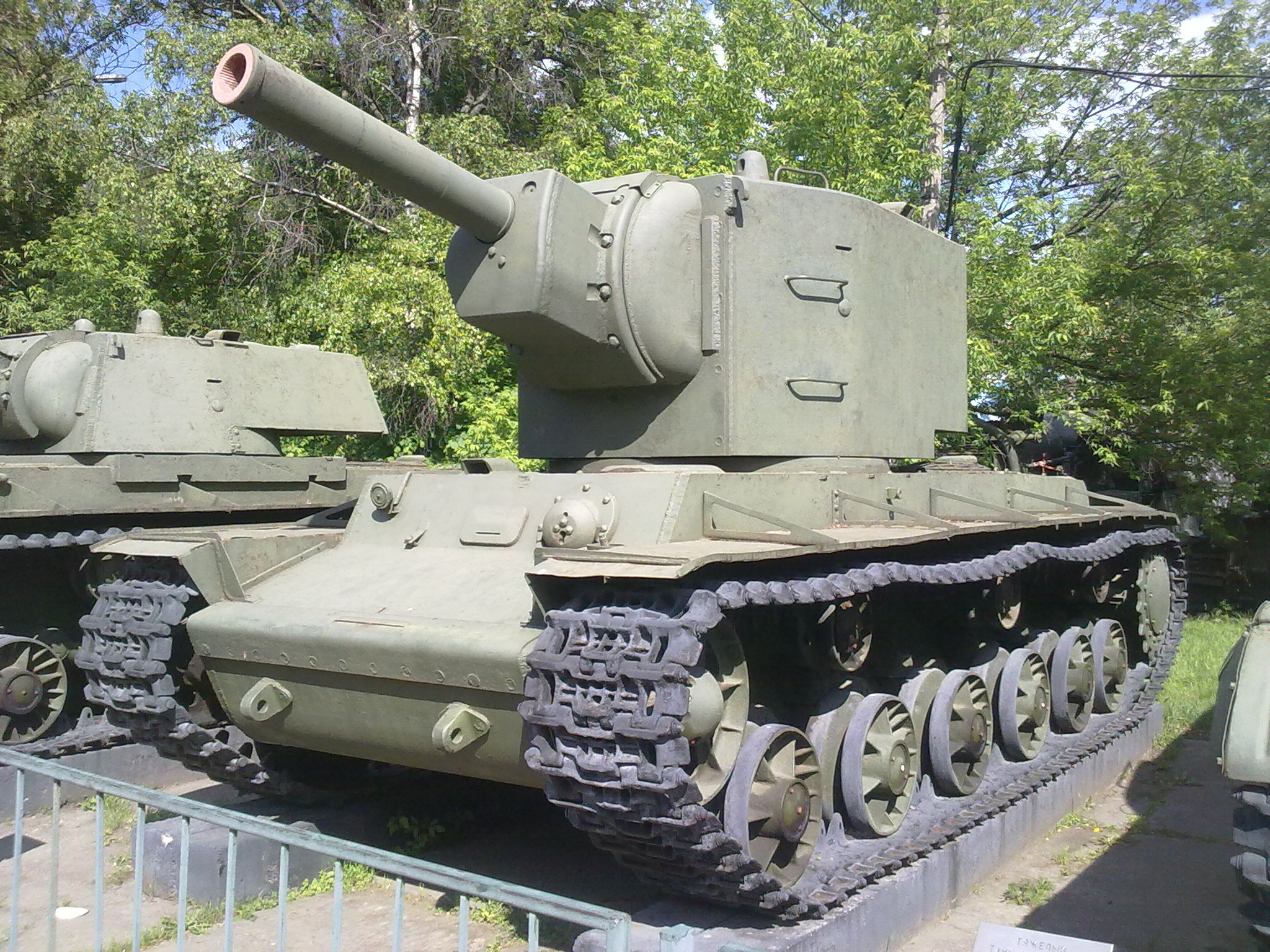
Un esemplare di KV-2 esposto al Museo delle forze armate di Mosca

L'armamento principale fu presto ritenuto insufficiente e perciò fu sviluppato un più potente pezzo d'artiglieria dall'M1938: il nuovo obice M1938 M-10 fu portato al calibro di 152 mm e presentava una canna lunga 3,70 metri (L/24,3). Con un alzo che arrivava a 37° (secondo un'altra fonte era compreso tra i -5° e i +12°) l'obice poteva sparare granate ad alto esplosivo alla velocità iniziale di 290 m/s e proietti perforanti a carica separata a 508 m/s; la gittata massima era superiore ai 12.000 metri. La scorta trasportabile a bordo era di trentasei munizioni per l'obice, di solito equamente divise nei due modelli, e di oltre 3.000 cartucce per le mitragliatrici. L'equipaggio addetto a manovrare e operare una tale quantità d'armi era composto da 6 uomini: il comandante sedeva nella torre assieme a un cannoniere, un caricatore e un mitragliere, facente anche funzione di secondo porgitore. Un secondo mitragliere trovava posto nello scafo e alla sua destra era posizionato il pilota; quest'ultimo guidava mediante il diffuso sistema frizione-freno e l'utilizzo di due leve direzionali per imprimere una direzione o una sterzata al veicolo.
Nel complesso il KV-2 era un carro lungo poco meno di 7 metri e alto oltre 3,60 metri, il cui peso di circa 52 tonnellate era dovuto soprattutto alla nuova torre e all'obice, un sistema che da solo arrivava a 12 tonnellate. All'aumento di peso, però, non corrispose un adeguato irrobustimento della meccanica né tantomeno l'aggiunta di un apparato motore più prestante, con il risultato che entrambe queste componenti erano state portate quasi al limite: ciò spiega d'altronde i frequenti guasti tecnici. Nonostante i generosi cingoli, la pressione al suolo arrivava a 0,84 kg/cm2 con conseguente maggior consumo di carburante e prestazioni decisamente contenute: infatti la velocità su strada arrivava appena a 25 km/h e su terra cadeva a 12 km/h; il raggio d'autonomia massimo, grazie al capiente serbatoio, arrivava a circa 140 chilometri ma in caso di marcia fuoristrada veniva a essere compromesso dalla mole del KV-2. La mobilità era invece buona potendo il mezzo superare guadi profondi fino a 1,45 metri, sormontare ostacoli alti poco meno di 1 metro e padroneggiare trincee larghe 2,80 metri; il raggio di sterzata era ampio 9,50 metri.

## Versioni
Il KV-2 venne prodotto in due versioni principali: il modello "A" era basato sullo scafo del KV-1A non modificato. Il modello "B" era stato ottenuto sullo scafo del KV-1B e presentava un mantelletto di nuova fattura, asimmetrico e tondeggiante, fornito di una piastra da 35 mm rivettata; un numero imprecisato di KV-2B fu equipaggiato con lanciafiamme al posto dell'obice. Infine venne proposto di installare in torretta un cannone da 107 mm ad alta velocità iniziale e creare così un ipotetico "KV-3", ma l'idea non fu portata avanti.

## Utilizzatori
- [[File:

Flag of the Soviet Union (1936 – 1955).svg|class=noviewer|
Unione Sovietica (bandiera)|border|20x16px]] Armata Rossa
- Heer: catturò diversi esemplari che integrò nei ranghi della propria forza corazzata.[2]